# Orhomenus (Beotija)
Orhomenus (grč. Ὀρχομενός), poprište mnogih događaja u grčkoj mitologiji, danas je opština i bogato arheološko nalazište u grčkoj pokrajini Beotiji. Taj je lokalitet bio naseljen od neolitika i preko helenističkog doba, a 2011. u toj je opštini živeo 11.621 stanovnik. Ovaj se Orhomen ponekad naziva i "minijskim Orhomenom" da bi ga se razlikovalo od "arkadskog Orhomena", koji se nalazio u pokrajini Arkadiji blizu današnjeg grada Kalpakija.

## Opština
Orhomenska opština osnovana je 2011, kad je sprovedena reforma lokalne samouprave, a nastala je spajanjem nekadašnje dve opštine: Akraifnije i Orhomena.

## Arheologija
Istraživanja koja je Hajnrih Šliman preduzeo od 1880. do 1886 (H. Schliemann, Orchomenos, Leipzig 1881) otkrila su grobnicu u obliku tolosa, nazvanu Minijinom grobnicom, građevinu iz mikenskog doba koja se može uporediti s Atrejevom riznicom u samoj Mikeni. A. de Ridder je 1893. otkrio Asklepijev hram, kao i neke grobnice u nekropoli iz rimskog perioda. U periodu od 1903. do 1905. bavarska arheološka misija, koju su predvodili Henrih Bule i Adolf Furtvengler, preduzela je dalja iskopvanja na tom lokalitetu. Istraživanja su nastavljena u periodu između 1970. i 1973. godine, kad su otkriveni mikenska palata, praistorijsko groblje, antički amfiteatar i druge građevine.
Minijska keramika je moderni naziv za određenu vrstu keramike koja je pronađena na lokalitetu Orhomena.

## Spoljašnje veze
- Zvanična stranica (језик: грчки)
- Grčko ministarstvo kulture: Orchomenos (језик: енглески)
- (Dartmouth College) Orchomenos Архивирано на веб-сајту  (4. март 2016) (језик: енглески)
- William Smith, LLD (ed.), Dictionary of Greek and Roman Geography, London, 1854, s.v. Orchomenus (1) (језик: енглески)